# 清水 (大仙市)
清水（しみず）は、秋田県大仙市の大字。郵便番号014-0204。本項では同地域にかつて存在した仙北郡清水村（しみずむら）についても記す。

## 地理
大仙市北東部、田沢湖線鑓見内駅の東方に位置する。東で太田町国見、西で高関上郷・四ツ屋・鑓見内・長野、南で横堀・太田町駒場、北で北長野・豊川と隣接する。中部を秋田県道261号国見大曲線、北部を秋田県道259号長信田羽後長野停車場線が横断し、広域農道が縦断する。

### 河川
- 斉内川

## 歴史

### 沿革
- 1889年（明治22年）4月1日 - 町村制の施行により、賢木村、黒鐙村、沖ノ郷村、野口村の区域をもって発足。
- 1955年（昭和30年）3月31日 - 長野町・豊川村・豊岡村と合併して中仙町が発足。同日清水村廃止。
- 2005年（平成17年）3月22日 - 中仙町が大曲市・神岡町・西仙北町・協和町・南外村・仙北町・太田町と合併して大仙市が発足。

## 交通

### 鉄道路線
区域内に駅は所在しないが、田沢湖線鑓見内駅が至近に所在する。

### 道路
- 秋田県道261号国見大曲線
- 秋田県道259号長信田羽後長野停車場線

## 施設
- 羽後清水郵便局
- 大仙市立清水小学校

## 著名出身者
- 佐々木克 - 歴史学者
- 長沢了仙 - 医者
- 廣幡憲 - 洋画家